# Samsung Galaxy Watch (gama)
La serie Samsung Galaxy Watch es una línea de relojes inteligentes diseñada y producida por Samsung Electronics. La línea presenta varias funciones relacionadas con la salud, el estado físico y la moda, y está integrada con otros productos de Samsung bajo la marca Samsung Galaxy. La serie también es la sucesora de los relojes Samsung Gear anteriores.[cita requerida]
El primer reloj inteligente de esta serie, el Samsung Galaxy Watch, se lanzó en agosto de 2018.

## Especificaciones

### Software
El Galaxy Watch usa Tizen como sistema operativo.
Desde el Galaxy Watch 4 y Galaxy Watch 4 Classic, Los Galaxy Watch comenzaron a usar WearOS.

## Modelos

### Samsung Galaxy Watch
- Samsung Galaxy Watch
- Samsung Galaxy Watch 3
- Samsung Galaxy Watch 4 (2021)
- Samsung Galaxy Watch 4 Classic (2021)
- Samsung Galaxy Watch 5 (2022)
- Samsung Galaxy Watch 5 Pro (2022)
- Samsung Galaxy Watch 6 (2023)
- Samsung Galaxy Watch 6 Classic (2023)
- Samsung Galaxy Watch 7 (2024)
- Samsung Galaxy Watch Ultra (2024)
- Samsung Galaxy Watch FE (2024)

### Samsung Galaxy Watch Active
- Samsung Galaxy Watch Active
- Samsung Galaxy Watch Active 2

## Comparación de modelos

### Samsung Galaxy Watch
| Producto                                      | Número de modelo                                                                                           | Fecha de lanzamiento | Procesador                                 | Conectividad | Pantalla | Sistema operativo | Memoria                                    | Almacenamiento | Capacidad de la batería         |
| --------------------------------------------- | --- | -------------------- | ------------------------------------------ | --- | --- | ----------------- | ------------------------------------------ | -------------- | ------------------------------- |
| Samsung Galaxy Watch                          | SM-R800 (46 mm) SM-R805 (46 mm/celular) SM-R810 (42 mm) SM-R815 (42 mm/celular)                            | 24 de agosto de 2018 | Exynos 9110 (2 núcleos cortex-A53 1.15GHz) | BCM430131 (Wi-Fi/BT) BCM47758 (GNSS)                                                                                           | Súper AMOLED circular de 1,3" (360 x 360) (46 mm) Súper AMOLED circular de 1,2" (360 x 360) (42 mm)               | Tizen             | 768 MB de RAM (no celular) 1.5GB (Celular) | 4 GB           | 472 mAh (46 mm) 270 mAh (42 mm) |
| Samsung Galaxy Watch 3                        | SM-R855F SM-845F (Global, modelo LTE) SM-R855U SM-R845U (EE. UU., modelo LTE) SM-R850, SM-840 (solo Wi-Fi) | 6 de agosto de 2020  | Exynos 9110 (2 núcleos cortex-A53 1.15GHz) | | Súper AMOLED circular de 1,4" (360 x 360) (34 mm) Súper AMOLED circular de 1,2" (360 x 360) (30 mm)               | Tizen             | 1GB RAM                                    | 8GB            | 340 mAh                         |
| Samsung Galaxy Watch 4 Galaxy Watch 4 Classic | SM-R860 SM-R865 SM-R870 SM-R875 SM-R880 SM-R885 SM-R890 SM-R895                                            | 27 de agosto de 2021 | Exynos W920 de doble núcleo a 1,18 GHz     | 4G/LTE con eSIM (únicamente en el Galaxy Watch 4 LTE) Bluetooth 5.0 Wi-Fi a/b/g/n 2.4+5GHz NFC A-GPS, GLONASS, Beidou, Galileo | Corning Gorilla® Glass DX+ de 30,4 mm (360 x 360) (1,2") Corning Gorilla® Glass DX+ de 34,6 mm (360 x 360) (1,4") | Wear OS (SO 3.0)  | 1,5 GB de RAM                              | 16 GB          | 247 mAh (40 mm) 361 mAh (44 mm) |

### Samsung Galaxy Watch Active
| Producto                      | Número de modelo                                                                | Fecha de lanzamiento | Procesador                                 | Conectividad                         | Pantalla                                                                                            | Sistema operativo | Almacenamiento interno                                | Capacidad de la batería         |
| ----------------------------- | ------------------------------------------------------------------------------- | -------------------- | ------------------------------------------ | ------------------------------------ | --------------------------------------------------------------------------------------------------- | ----------------- | ----------------------------------------------------- | ------------------------------- |
| Samsung Galaxy Watch Active   | SM-R500                                                                         | 8 de marzo de 2019   | Exynos 9110 (2 núcleos cortex-A53 1.15GHz) | BCM430131 (Wi-Fi/BT) BCM47758 (GNSS) | Súper AMOLED circular de 1,1" (360x360)                                                             | Tizen             | 4 GB/768 MB de RAM                                    | 230 mAh                         |
| Samsung Galaxy Watch Active 2 | SM-R820 (44 mm) SM-R825 (44 mm/celular) SM-R830 (40 mm) SM-R835 (40 mm/celular) | Septiembre de 2019   | Exynos 9110 (2 núcleos cortex-A53 1.15GHz) | BCM430131 (Wi-Fi/BT) BCM47758 (GNSS) | Súper AMOLED circular de 1,4" (360 x 360) (44 mm) Súper AMOLED circular de 1,2" (360 x 360) (40 mm) | Tizen             | 4 GB/768 MB de RAM (no celular) 4 GB/1,5 GB (celular) | 340 mAh (44 mm) 247 mAh (40 mm) |